# Мишук (отаман)
Мишук (отаман) — отаман українських козаків в середині XVI століття на річці Оскіл (Сучасна територія Харківської області) спірних землях пограниччя Речі Посполитої і Московії. Козаки Мишука контролювали землі біля річки Оскіл. Спочатку Мишук деякий час перебував на службі в Московії і воював з татарами, але швидко перетворився на запеклого ворога Московії. І в подальшому воював і з московитами і з татарами. В боях перемагав московитів і татар по Сіверському Дінці, здійснював походи на Дон і московські міста Рильськ та Новосіль.  